# Vardahovit, Vayots Dzor
Vardahovit là một đô thị thuộc tỉnh Vayots Dzor, Armenia. Dân số ước tính năm 2011 là 236 người.